# Сарводаяпура (Грама Ніладхарі)
Грама Ніладхарі Сарводаяпура (№ P/05) — Грама Ніладхарі підрозділу ОС Потувіл, округ Ампара, Східна провінція, Шрі-Ланка.

## Демографія
| Населення (2007) | Населення (2007) | Населення (2007) | Населення (2007) | Населення (2007) |
| Населення        | Чоловіки         | Жінки            | Діти             | Дорослі          |
| ---------------- | ---------------- | ---------------- | ---------------- | ---------------- |
| 2134             | 1063             | 1071             | 959              | 1175             |